# Puente de Carlos III
El puente de Carlos III es un puente en Miranda de Ebro (España) que cruza el río Ebro, entre Aquende y Allende. Se sitúa entre los puentes llamados del Inglés o de Hierro y del Francés. El puente original de Miranda fue destruido por una fortísima riada en 1775. Era un punto estratégico en el norte del país siendo un paso obligado del Ebro bajo peaje. 
Junto al puente, en la orilla de Allende, se encuentra la iglesia del Espíritu Santo (hasta la guerra civil española se llamaba iglesia de San Nicolás), un bello ejemplo de arte románico declarado Monumento Histórico Artístico.
Por este puente pasó la carretera Nacional I hasta 1953.

## Historia

### El primer puente
No se sabe con total exactitud desde cuándo Miranda de Ebro dispone de un puente para cruzar el río Ebro, pero lo cierto es que desde hace más de mil años es una pieza clave en el desarrollo de la ciudad. Ya en el Fuero de Miranda de 1099 concedido por Alfonso VI de Castilla se hace mención del puente de Miranda y otorga el privilegio de convertirse en paso obligado de mercancías y personas entre las márgenes izquierda (Álava) y derecha (Burgos y La Rioja) del Ebro, pagando pontazgo por cruzarlo y prohibiéndose establecer otro puente o barca entre Miranda de Ebro y Logroño para cruzar el río.
Probablemente el primer puente de Miranda de Ebro era de madera y solucionó los posibles problemas que causaba el cruzar el río por los vados de la zona. Se piensa que se mantuvo en pie hasta que se construyó uno nuevo en 1177.

### Puente medieval de Miranda
El 23 de julio de 1155 Sancho III, con permiso de su padre el emperador Alfonso VIII, daba licencia a la iglesia de Santa María de Calahorra para construir un puente en Miranda de Ebro y beneficiarse del impuesto del pontazgo. En 1177 el puente ya estaba acabado, pero incluso en 1194 Alfonso VIII seguía donando propiedades al obispo de Calahorra para la obra del puente.
El puente constaba de siete arcos, tenía un perfil curvo y su calzada era estrecha. A lo largo de su historia tuvo numerosas reparaciones y obras, por ejemplo en 1425 tuvo que ser reparado de urgencia porque tenía riesgo de caer. Al menos desde 1463 poseía una torre para el cobro del pontazgo y como elemento defensivo. En 1581 se construyó una torre en el primer arco desde Aquende en la que se ubicó el ayuntamiento, la casa de justicia y una carnicería.
Se construirían más tarde una nueva torre en la primera pila de Allende que servía de cárcel. En total formaban un auténtico castillo sobre el agua. Los días 19, 20 y 21 de junio de 1775, una fuerte riada asoló Miranda destruyendo el puente.

### Actual puente de Carlos III

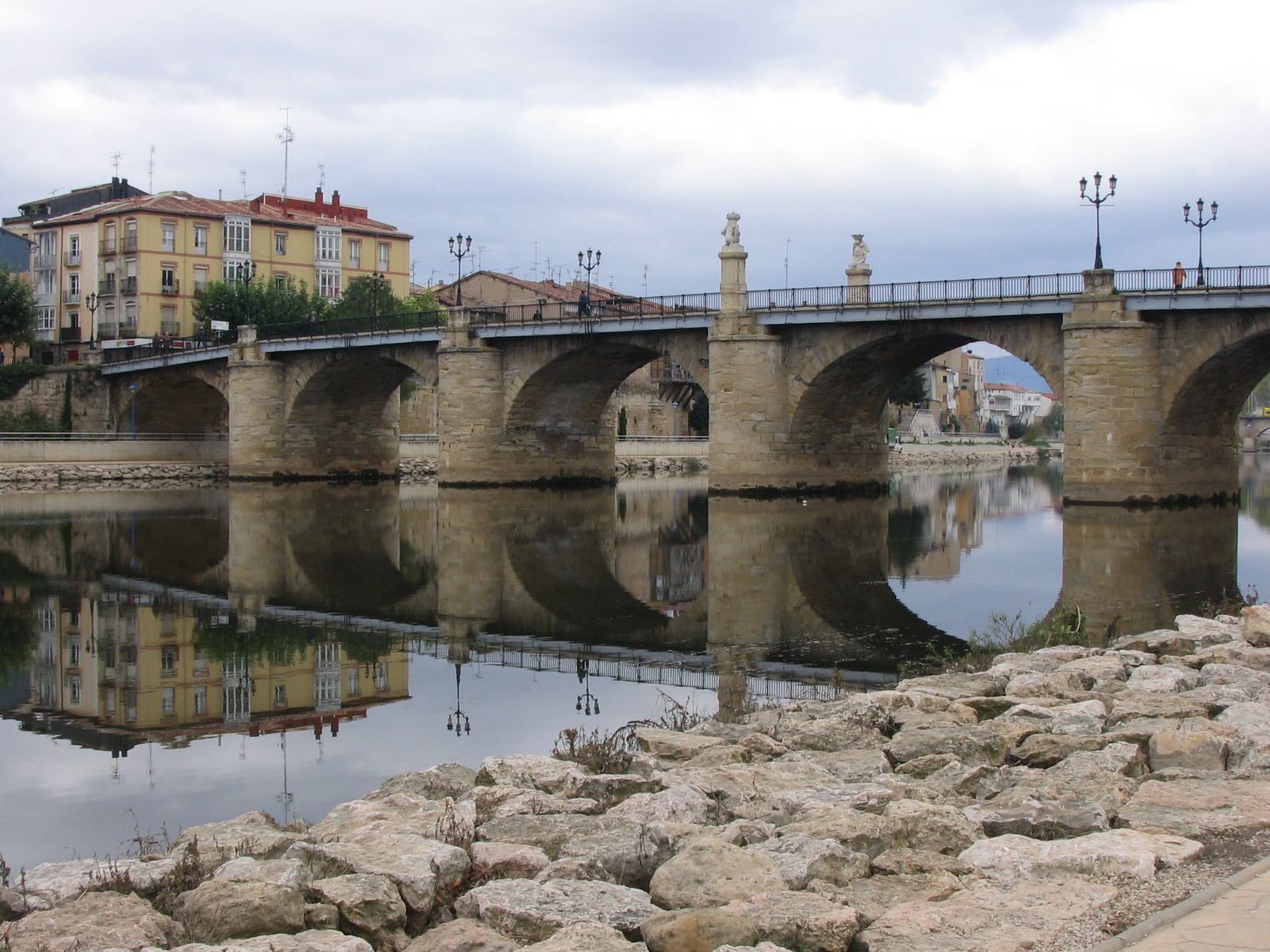
Puente Carlos III antes de la reforma de 2005.

Miranda necesitaba un nuevo puente tras la devastadora riada y el Concejo se puso inmediatamente en contacto con la corte para gestionar la construcción de uno nuevo. El arquitecto elegido fue el riojano Francisco Alejo de Aranguren que, con ayuda del cántabro Pedro del Mazo, se encargó de la construcción del puente y de las manguardias.
Las obras comenzaron aquel mismo año, un poco más arriba de la ubicación del antiguo puente, y terminaron en un tiempo récord, en 1777 el puente ya estaba listo aunque no fue oficialmente inaugurado hasta 1780. En la entrada de Allende se colocaron dos leones esculpidos por el artista alavés Juan Antonio de Moraza en 1787. Uno de los leones sujeta el escudo real mientras que el otro sostiene el de la Ciudad. 
El puente de Carlos III consta de seis arcadas de piedra de sillería que arrancan de cinco pilas a media altura. Cuenta con tajamares semicirculares y apuntados para disminuir el impacto de las aguas. Federico Keller llevó a cabo una reforma en 1911 dotando al puente de aceras y barandilla de fundición, también cambió de lugar los leones colocándolos en el centro del puente. Hasta 1953, el puente soportaba el intenso tráfico de la carretera Nacional I.
La última reforma llevada a cabo entre 2005 y 2006 fue especialmente polémica por la incorporación de unas nuevas barandillas de acero corten junto con unos faldones del mismo material. En esta reforma se aprovechó para semipeatonalizar el puente.

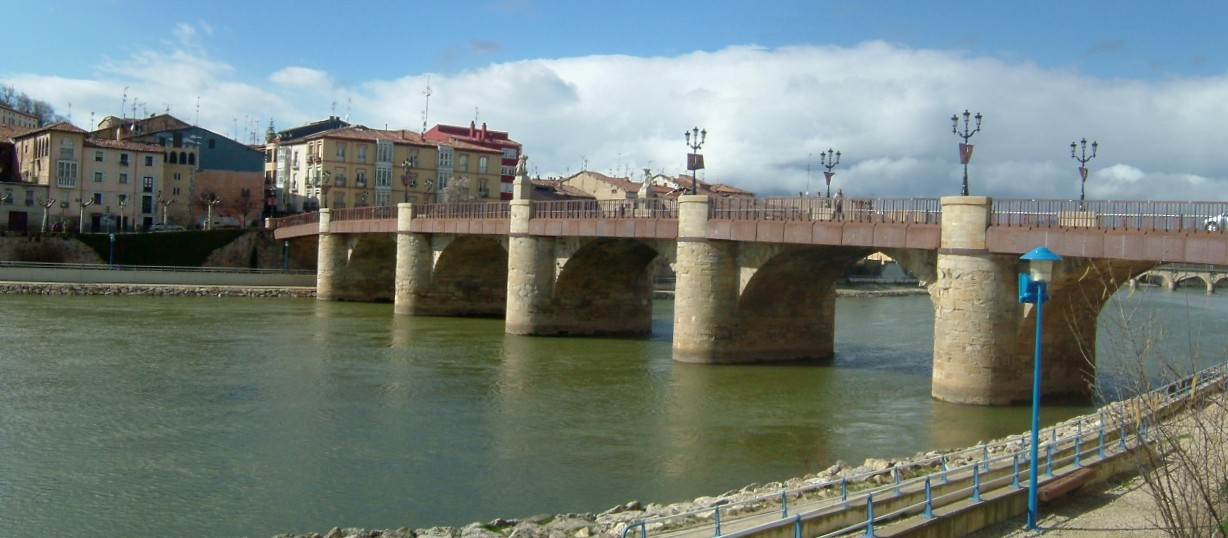
Puente de Carlos III sobre las aguas del río Ebro.

## Curiosidades sobre los leones
- En la tradición popular se cree que la figura que sujeta el escudo monárquico es un león, mientras que la que sujeta el escudo de la ciudad es una leona. En realidad ambas figuras representan un león porque tienen melena.
- En la cultura popular se cree que hubo 4 leones en el puente, dos en la entrada de Allende y otros dos en la entrada de Aquende. Supuestamente los dos de Aquende desaparecieron al caer al agua, algo difícil de creer ya que al estar ubicados en un extremo del puente hubiesen caído a la orilla ya que el caudal de agua era mucho menor que el de hoy día. Es casi seguro que siempre ha habido dos leones en lugar de cuatro. Sin embargo lo más probable es que existiesen dos jarrones de piedra en la entrada de Aquende (uno de ellos se encuentra semi-empotrado en una pared cercana).
- Los leones pudieron ser una ofrenda de Carlos III de España al terminar el puente, ya que tienen gran parecido a unos leones de Madrid.
- El 14 de diciembre de 1991, el león con el escudo de la ciudad cayó al agua en pedazos mientras colocaban la iluminación navideña. La misma figura sufrió un accidente en 1992 a causa de una tormenta que hizo una brecha en el lomo. En 1999, durante las fiestas de San Juan del Monte, un sanjuanero lanzó un trozo de cartón al aire y rompió accidentalmente la cruz de la corona del león monárquico.